# Savielly Tartakower
Savielly Tartakower (også set stavet Saviely, Ksawery, Xavier Tartakover, Tartacover) (22. februar 1887 i Rostov ved Don – 4. februar 1956 i Paris) var en førende polsk og fransk skakspiller i det 20. århundrede.

## Tidlig karriere
Tartakower blev født i Rostov ved Don i Rusland. Hans far var østriger og moderen polak. Familien var jødisk som havde konverteret til kristendommen, men forældrene blev alligevel myrdet ved en pogrom i Rostov i 1911. Tartakower havde forinden forladt Rusland som 16-årig i 1903 og kom til Wien i 1904 efter et ophold i Schweiz. (Note: Nogle kilder siger, at hans forældre blev myrdet allerede, da han var 12 år, hvorefter han flygtede til Schweiz, hvor han opholdt sig indtil han kom til Wien).
Han studerede jura ved Wiens universitet, og i studieårene blev han interesseret i skak og begyndte at komme på forskellige cafeer, hvor der blev spillet skak. Her mødte han mange af tidens skakmestre blandt andre Carl Schlechter, Geza Maroczy, Milan Vidmar og Richard Réti. Hans første store bedrift var førstepladsen i en turnering i Nürnberg i 1906. Tre år senere opnåede han en andenplads i en turnering i Wien, hvor han kun tabte til Réti.